# Русак, Сергей Григорьевич
Сергей Григорьевич Русак (бел. Сяргей Рыгоравіч Русак; род. 3 сентября 1993, Минск) — белорусский футболист, полузащитник клуба «Макслайн».

## Клубная карьера
С 2010 года выступал за дубль футбольного клуба «Минск». 23 июня 2012 дебютировал в Высшей лиге в основе столичной команды, выйдя на замену на 71-й минуте матча против «Шахтера». Вскоре после дебюта был переведен в фарм-клуб «Минск-2», в котором провел два с половиной года. С 2013 года играл в Первой лиге, сумел закрепиться в качестве одного из ключевых игроков команды.
По окончании сезона 2014 «Минск-2» прекратил существование, но Русак продлил контракт с «горожанами» и был переведен в основную команду, в составе которой и начал сезон 2015. Стал прочно появляться на поле в Высшей лиге, чередуя выходы в стартовом составе и на замену. Первую половину сезона 2016 пропустил из-за травмы, позже вернулся в основной состав. В первой половине сезона 2017 появлялся на поле нерегулярно, но потом закрепился в качестве основного опорного полузащитника минчан.
В феврале 2018 года по истечении срока действия контракта покинул «Минск», после чего отправился на просмотр в «Гомель», однако в итоге подписал контракт с минским «Торпедо». Сумел закрепиться в стартовом составе команды, но в мае 2018 года не играл из-за травмы.
В феврале 2019 года находился на просмотре в воронежском «Факеле» и в итоге подписал контракт. Покинул команду по окончании сезона 2018/19.
В сентябре 2019 года перешел в литовскую «Палангу», где играл до конца сезона, после чего клуб был отправлен в третий дивизион из-за участия в договорных матчах. В начале 2020 года был на просмотре в «Витебске», но безуспешно. В марте стал игроком «Смолевич», но редко появлялся на поле, в том числе из-за травм. В августе 2020 года покинул клуб.
В сентябре 2020 года перешёл в «Слуцк», где начал играть в стартовом составе. В декабре 2020 года он покинул слуцкий клуб. В начале 2021 года был на просмотре в казахском «Туране», а в феврале перешел в бобруйскую «Белшину», с которой в марте подписал контракт.

### Статистика выступлений
| Сезон       | Дивизион | Клуб      | Страна        | Матчи | Голы |
| ----------- | -------- | --------- | ------------- | ----- | ---- |
| 2010        | дубль    | Минск     | Флаг Беларуси | 10    | 1    |
| 2011        | дубль    | Минск     | Флаг Беларуси | 31    | 5    |
| 2012 (1)    | Д1       | Минск     | Флаг Беларуси | 1     | 0    |
| 2012 (2)    | Д3       | Минск-2   | Флаг Беларуси | 17    | 2    |
| 2013        | Д2       | Минск-2   | Флаг Беларуси | 29    | 3    |
| 2014        | Д2       | Минск-2   | Флаг Беларуси | 28    | 2    |
| 2015        | Д1       | Минск     | Флаг Беларуси | 15    | 1    |
| 2016        | Д1       | Минск     | Флаг Беларуси | 10    | 0    |
| 2017        | Д1       | Минск     | Флаг Беларуси | 22    | 1    |
| 2018        | Д1       | Торпедо   | Флаг Беларуси | 22    | 2    |
| 2018/19 (2) | Д2       | Факел     | Флаг России   | 8     | 0    |
| 2019 (2)    | Д1       | Паланга   | Флаг Литвы    | 5     | 0    |
| 2020 (1)    | Д1       | Смолевичи | Флаг Беларуси | 4     | 0    |
| 2020 (2)    | Д1       | Слуцк     | Флаг Беларуси | 5     | 0    |
| 2021        | Д1       | Белшина   | Флаг Беларуси | 20    | 5    |